# Olympische Sommerspiele 1956/Teilnehmer (Chile)
| Gelbes Symbol für Goldmedaillen mit stilisierten Olympischen Ringen | Graues Symbol für Silbermedaillen mit stilisierten Olympischen Ringen | Braundes Symbol für Bronzemedaillen mit stilisierten Olympischen Ringen |
| ------------------------------------------------------------------- | --------------------------------------------------------------------- | ----------------------------------------------------------------------- |
| —                                                                   | 2                                                                     | 2                                                                       |

Chile nahm an den Olympischen Sommerspielen 1956 im australischen Melbourne mit einer Delegation von 33 Sportlern, 32 Männer und eine Frau, teil.
Seit 1896 war es die neunte Teilnahme Chiles an Olympischen Sommerspielen.

## Flaggenträger
Die Leichtathletin Marlene Ahrens trug die Flagge Chiles während der Eröffnungsfeier im Melbourner Olympiastadion.

## Medaillen
Mit je zwei gewonnenen Silber- und Bronzemedaillen belegte das chilenische Team Platz 27 im Medaillenspiegel.

### Silber
| Name           | Sportart       | Wettkampf         |
| -------------- | -------------- | ----------------- |
| Ramón Tapia    | Boxen          | Mittelgewicht     |
| Marlene Ahrens | Leichtathletik | Frauen, Speerwurf |

### Bronze
| Name               | Sportart | Wettkampf         |
| ------------------ | -------- | ----------------- |
| Claudio Barrientos | Boxen    | Bantamgewicht     |
| Carlos Lucas       | Boxen    | Halbschwergewicht |

## Teilnehmer nach Sportarten

### Basketball
- Herrenteam
8. Platz

- Kader
Hernán Raffo
Juan Arredondo
Juan Ostoic
Luis Salvadores
Maximiliano Garafulic
Orlando Etcheverre
Orlando Silva
Pedro Araya
Raúl Urra
Rolando Etchepare
Rufino Bernedo
Victor Mahaña

### Boxen
- Claudio Barrientos
Bantamgewicht: Bronze

- Ramón Tapia
Mittelgewicht: Silber

- Carlos Lucas
Halbschwergewicht: Bronze

### Leichtathletik
- Ramón Sandoval
800 Meter: Vorläufe
1500 Meter: Vorläufe

- Eduardo Fontecilla
800 Meter: Vorläufe
1500 Meter: Vorläufe
Marathon: ??
3000 Meter Hindernis: Vorläufe

- Juan Silva
Marathon: ??

- Hernán Haddad
Diskuswurf: 16. Platz

- Alejandro Díaz
Hammerwurf: 18. Platz in der Qualifikation

- Marlene Ahrens
Frauen, Speerwurf: Silber

### Moderner Fünfkampf
- Gerardo Cortes senior
Einzel: 18. Platz
Mannschaft: ??

- Nilo Floody
Einzel: 24. Platz
Mannschaft: ??

- Héctor Carmona
Einzel: ??
Mannschaft: ??

### Radsport
- Juan Pérez
Straßenrennen, Einzel: 21. Platz

- Hernán Masanés
Sprint: Achtelfinale
1000 Meter Einzelzeitfahren: 14. Platz

### Rudern
- Juan Carmona
Zweier mit Steuermann: Halbfinale

- Jorge Contreras
Zweier mit Steuermann: Halbfinale

- Eusebio Ojeda
Zweier mit Steuermann: Halbfinale

### Schießen
- Eliazar Guzmán
Schnellfeuerpistole: 29. Platz

- Ignacio Cruzat
Schnellfeuerpistole: 33. Platz
Freie Scheibenpistole: 19. Platz

- Rigoberto Fontt
Freie Scheibenpistole: 21. Platz

### Wasserspringen
- Günther Mund
Kunstspringen: 7. Platz
Turmspringen: 19. Platz